# 清河街道 (平舆县)
清河街道，是中华人民共和国河南省驻马店市平舆县下辖的一个乡镇级行政单位。

## 行政区划
清河街道下辖以下地区：
陈蕃社区、大冯社区、王堂社区、张楼社区、孟庄社区、王栋桥社区、南刘社区和冯寨社区。